# José Geraldo Moreira
José Geraldo da Costa Moreira Filho (São Paulo, 21 de novembro de 1961) é um nadador brasileiro, que participou de uma edição dos Jogos Olímpicos pelo Brasil.
Formado em medicina, trabalhou no Hospital do Servidor Público do Estado do Rio de Janeiro.
Em 1989 serviu na Força Aérea como médico e também nadava pela corporação.

## Carreira
José Geraldo aprendeu a nadar com o pai. Aos nove anos, mudou-se com a família para Maringá, no estado do Paraná, e foi morar em frente ao Maringá Clube, onde começou a treinar e rapidamente se destacou nas provas regionais e estaduais.
Depois passou a treinar no Clube Olímpico de Maringá, onde seu pai construiu uma piscina aquecida de 25 metros, com dinheiro do próprio bolso. Aos 14 anos, em função do falecimento da mãe, voltou a morar em São Paulo, e foi treinar no Esporte Clube Pinheiros, onde ficou até os 19 anos.
Foi aprovado no curso de medicina da Universidade de Campinas (Unicamp) e, no princípio, treinava em Campinas e, depois, em São Paulo. No segundo ano de faculdade, recebeu convite da Universidade Gama Filho para estudar e nadar pela universidade. Depois de três anos, passou a nadar pelo Flamengo, onde ficou por dez anos.
Quebrou o recorde sul-americano dos 50 metros nado livre em 1988 e, no mesmo ano, participou dos Jogos Olímpicos de Seul, chegando em 33º lugar nos 50 metros livre.
No retorno das Olimpíadas, deixou a natação competitiva para se dedicar à profissão de médico. Nadou em competições de másteres até 1995, ano em que nasceu sua filha e faleceu seu técnico, de quem foi médico até o final de sua vida.